# Offentlig rätt
Offentlig rätt är den del av juridiken som omfattar statsrätten, straffrätten och förvaltningsrätten. Dessa rättsområden reglerar myndigheternas roll gentemot folket samt myndigheters interna relationer. Motsatsen är civilrätt.
Till offentligrätten brukar olika principer kopplas. Några av dessa är
- Legalitetsprincipen - Handlingar och beslut måste ha stöd av lag / ha författningsstöd.
- Objektivitets- och likhetsprincipen - Alla ska behandlas lika vilket bland annat betyder att jäviga tjänstemän inte får handlägga ett ärende.
- Proportionalitetsprincipen - En princip som blivit starkare i och med EU-rätten,  som syftar till att vara ett skyddsnät för den enskilde. De medel de allmänna tar i anspråk ska stå i proportion mot de mål de önskar uppnå.
- Officialprincipen - En förvaltningsmyndighet bär det yttersta ansvaret för att ett ärende blir ordentligt utrett.
- Rätten till partsinsyn - En part i en beslutsprocess har rätt till insyn i ärendet.
- Myndighetens motiveringsskyldighet - En förvaltningsmyndighet måste alltid motivera sina beslut (en del av skyddet för objektivitets och likhetsprincipen).